# JohnnyBros Olimpia Osowa Gdańsk
JohnnyBros Olimpia Osowa Gdańsk – polska kobieca drużyna unihokeja, będąca częścią wielosekcyjnego klubu Olimpia Osowa z Gdańska. Jest najbardziej utytułowaną kobiecą drużyną w polskim unihokeju, w swym dorobku posiada dziesięć tytułów Mistrza Polski kobiet, jedno wicemistrzostwo i dwa brązowe medale.

## Sukcesy

### Krajowe
Ekstraliga polska w unihokeju kobiet
- 1. miejsce (10x ) – 2008/09, 2009/10, 2010/11, 2011/12, 2013/14, 2015/16, 2016/17, 2017/18, 2018/19, 2019/2020
- 2. miejsce (1 x ) – 2012/13
- 3. miejsce (1 x ) – 2014/15, 2020/2021

### Międzynarodowe
Puchar EuroFloorball
- 4. miejsce – 2011, 2014
- 5. miejsce – 2012
- 6. miejsce – 2013

## Skład

### Skład w sezonie 2014/15
| Nr        | Imię i nazwisko    | Rok       |
| Bramkarze | Bramkarze          | Bramkarze |
| --------- | ------------------ | --------- |
| 31        | Szarmach Mariola   |           |
| 36        | Marzec Dominika    |           |
| Obrońcy   |                    |           |
| 16        | Szychta Anna       |           |
| 21        | Chomnicka Anna     |           |
| 44        | Noga Weronika      |           |
| 51        | Krajewska Monika   |           |
| 55        | Kraus Monika       |           |
| 89        | Samson Hanna       |           |
| 91        | Jurkowska Julia    |           |
|           | Napastnicy         |           |
| 5         | Krawczyk Karolina  |           |
| 8         | Lacka Laura        |           |
| 10        | Mroch Irena        |           |
| 11        | Stenka Maja        |           |
| 15        | Raczkowska Anna    |           |
| 17        | Mamak Magdalena    |           |
| 19        | Kuerth Alexandra   |           |
| 20        | Wieczorek Jagoda   |           |
| 26        | Chudyszewicz Marta |           |
| 77        | Herman Karolina    |           |
| Trenerzy  |                    |           |
|           | Zajdzinski Bogdan  |           |
|           | Ludwichowski Piotr |           |